# Anzar
 (février 2020).
Si vous disposez d'ouvrages ou d'articles de référence ou si vous connaissez des sites web de qualité traitant du thème abordé ici, merci de compléter l'article en donnant les références utiles à sa vérifiabilité et en les liant à la section « Notes et références ».
Anẓaṛ (en berbère : ⴰⵏⵥⴰⵕ) est un personnage de la mythologie berbère d'Afrique du Nord, personnalisation de la pluie. Le terme est devenu la dénomination de la pluie, attestée dans tous les dialectes berbères actuels, à l'exception du Touareg.

## Mythologie
Dans la mythologie berbère, Anẓar personnifie la pluie. Il est souvent appelé Agellid ugeffur , c'est-à-dire « le roi de la pluie ». Un rite connu sous le nom de Tislit bbwenzar (« la fiancée d'Anzar ») lui était consacré en Afrique du Nord lors des périodes de sécheresse pour faire pleuvoir. Cette coutume a notamment été attestée dans l'Atlas, dans le Rif, en Kabylie, dans l’Ouarsenis et dans les Aurès.